# اچ‌ام‌اس پلیموث (۱۶۵۳)
اچ‌ام‌اس پلیموث (۱۶۵۳) (به انگلیسی: HMS Plymouth (1653)) یک کشتی بود که طول آن ۱۱۶ فوت (۳۵٫۴ متر) بود.